# Zimmersrode
Zimmersrode ist der Verwaltungssitz und mit etwa 1.150 Einwohnern der größte Ortsteil der Gemeinde Neuental im nordhessischen Schwalm-Eder-Kreis. 

## Geographische Lage

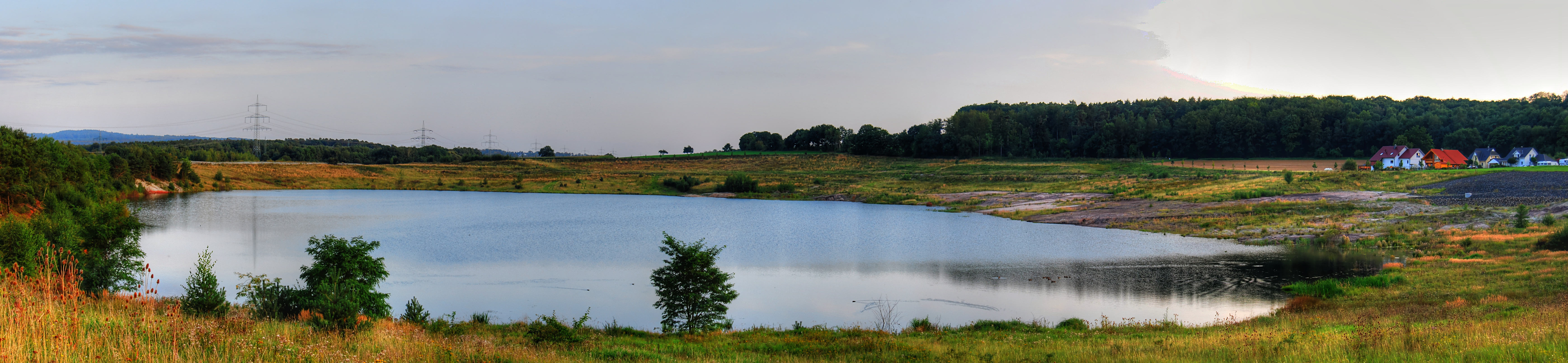
Zimmersröder See 2011

Zimmersrode liegt etwa 6 km (Luftlinie) südwestlich von Borken zwischen den Tälern von Schwalm im Westen und Merrebach im Osten. Südöstlich des Ortes befindet sich der Zimmersröder See, ein Tagebaurestloch aus dem Borkener Braunkohlerevier.

## Geschichte
Zimmersrode wurde, soweit bekannt, im Jahr 1209 als Cimannerot erstmals urkundlich erwähnt. Bis 1359 gehörte der Ort zum Gericht Waltersbrück. Später war er über Jahrhunderte Lehen des Adelsgeschlechtes von Gilsa. In der Landgrafschaft Hessen war Zimmersrode dem Amt Borken und ab 1821 dem Kreis Fritzlar zugeordnet. 
Im Zuge der Gebietsreform in Hessen wurde die bis dahin selbständige Gemeinde zum 31. Dezember 1971 auf freiwilliger Basis in die neue Gemeinde Neuental eingegliedert. Für den Ortsteil Zimmersrode wurde, wie für die übrigen Ortsteile Neuentals, ein Ortsbezirk mit Ortsbeirat und Ortsvorsteher nach der Hessischen Gemeindeordnung eingerichtet. Als größter Ortsteil und wirtschaftliches Zentrum der umliegenden Dörfer wurde Zimmersrode zum Sitz der Gemeindeverwaltung bestimmt.

## Bevölkerung
Einwohnerstruktur 2011
Nach den Erhebungen des Zensus 2011 lebten am Stichtag, dem 9. Mai 2011, in Zimmersrode 1185 Einwohner. Darunter waren 18 (1,5 %) Ausländer.
Nach dem Lebensalter waren 216 Einwohner unter 18 Jahren, 507 zwischen 18 und 49, 243 zwischen 50 und 64 und 219 Einwohner waren älter. Die Einwohner lebten in 513 Haushalten. Davon waren 141 Singlehaushalte, 135 Paare ohne Kinder und 183 Paare mit Kindern, sowie 48 Alleinerziehende und 9 Wohngemeinschaften. In 93 Haushalten lebten ausschließlich Senioren und in 348 Haushaltungen lebten keine Senioren.
Einwohnerentwicklung
| Quelle: Historisches Ortslexikon |                           |
| • 1520:                          | 5 oder 6 Hausgesesse      |
| • 1560:                          | 48 Häuser                 |
| • um 1570:                       | 54 Hausgesse, 2 Burgsitze |
| • 1575/85:                       | 58 Hausgesesse            |
| • 1611:                          | 60 Häuser                 |
| • 1688:                          | 40 Häuser                 |
| • 1742:                          | 68 Häuser                 |
| • 1747:                          | 60 Hausgesesse            |

| Zimmersrode: Einwohnerzahlen von 1778 bis 2016 | Zimmersrode: Einwohnerzahlen von 1778 bis 2016 | Zimmersrode: Einwohnerzahlen von 1778 bis 2016 | Zimmersrode: Einwohnerzahlen von 1778 bis 2016 | Zimmersrode: Einwohnerzahlen von 1778 bis 2016 |
| --- | ---------------------------------------------- | ---------------------------------------------- | ---------------------------------------------- | ---------------------------------------------- |
| Jahr |                                                |                                                |                                                | Einwohner                                      |
| 1778 | 1778                                           |                                                | 419                                            | 419                                            |
| 1800 | 1800                                           |                                                | ?                                              | ?                                              |
| 1834 | 1834                                           |                                                | 549                                            | 549                                            |
| 1840 | 1840                                           |                                                | 563                                            | 563                                            |
| 1846 | 1846                                           |                                                | 549                                            | 549                                            |
| 1852 | 1852                                           |                                                | 603                                            | 603                                            |
| 1858 | 1858                                           |                                                | 554                                            | 554                                            |
| 1864 | 1864                                           |                                                | 525                                            | 525                                            |
| 1871 | 1871                                           |                                                | 442                                            | 442                                            |
| 1875 | 1875                                           |                                                | 476                                            | 476                                            |
| 1885 | 1885                                           |                                                | 634                                            | 634                                            |
| 1895 | 1895                                           |                                                | 583                                            | 583                                            |
| 1905 | 1905                                           |                                                | 520                                            | 520                                            |
| 1910 | 1910                                           |                                                | 508                                            | 508                                            |
| 1925 | 1925                                           |                                                | 582                                            | 582                                            |
| 1939 | 1939                                           |                                                | 556                                            | 556                                            |
| 1946 | 1946                                           |                                                | 990                                            | 990                                            |
| 1950 | 1950                                           |                                                | 1.036                                          | 1.036                                          |
| 1956 | 1956                                           |                                                | 992                                            | 992                                            |
| 1961 | 1961                                           |                                                | 1.030                                          | 1.030                                          |
| 1967 | 1967                                           |                                                | 1.105                                          | 1.105                                          |
| 1980 | 1980                                           |                                                | ?                                              | ?                                              |
| 1990 | 1990                                           |                                                | ?                                              | ?                                              |
| 2000 | 2000                                           |                                                | ?                                              | ?                                              |
| 2011 | 2011                                           |                                                | 1.185                                          | 1.185                                          |
| 2016 | 2016                                           |                                                | 1.148                                          | 1.148                                          |
| Datenquelle: Historisches Gemeindeverzeichnis für Hessen: Die Bevölkerung der Gemeinden 1834 bis 1967. Wiesbaden: Hessisches Statistisches Landesamt, 1968. Weitere Quellen: LAGIS; Gemeinde Neuental, Zensus 2011 |                                                |                                                |                                                |                                                |

Historische Religionszugehörigkeit
| Quelle: Historisches Ortslexikon |                                                                                            |
| • 1861:                          | 448 evangelisch-reformierte, 7 katholische, 54 jüdische Einwohner                          |
| • 1885:                          | 456 evangelische (= 85,39 %), 12 katholische (= 2,25 %), 66 jüdische (= 12,36 %) Einwohner |
| • 1961:                          | 736 evangelische (= 71,46 %), 30 katholische (= 26,70 %) Einwohner                         |

Historische Erwerbstätigkeit
| • 1961 | Erwerbspersonen: 90 Land- und Forstwirtschaft, 223 Produzierendes Gewerbe, 78 Handel und Verkehr, 69 Dienstleistungen und Sonstiges |

## Politik
Für Zimmersrode besteht ein Ortsbezirk (Gebiete der ehemaligen Gemeinde Zimmersrode) mit Ortsbeirat und Ortsvorsteher nach der Hessischen Gemeindeordnung. Der Ortsbeirat besteht aus fünf Mitgliedern.
Bei den Kommunalwahlen in Hessen 2021 betrug die Wahlbeteiligung zum Ortsbeirat Zimmersrode 57,25 %. Alle Kandidaten gehörten der „Gemeinschaftsliste Zimmersrode“ an. Der Ortsbeirat wählte Martin Köhler zum Ortsvorsteher.

## Verkehr
Von Zimmersrode führen Landes- und Kreisstraßen in die Nachbarorte Bischhausen im Westen, Römersberg im Norden, Nassenerfurth im Nordosten, Haarhausen und Neuenhain im Osten sowie Waltersbrück im Süden. Zur Anschlussstelle Neuental der A 49 sind es etwa 3 km.

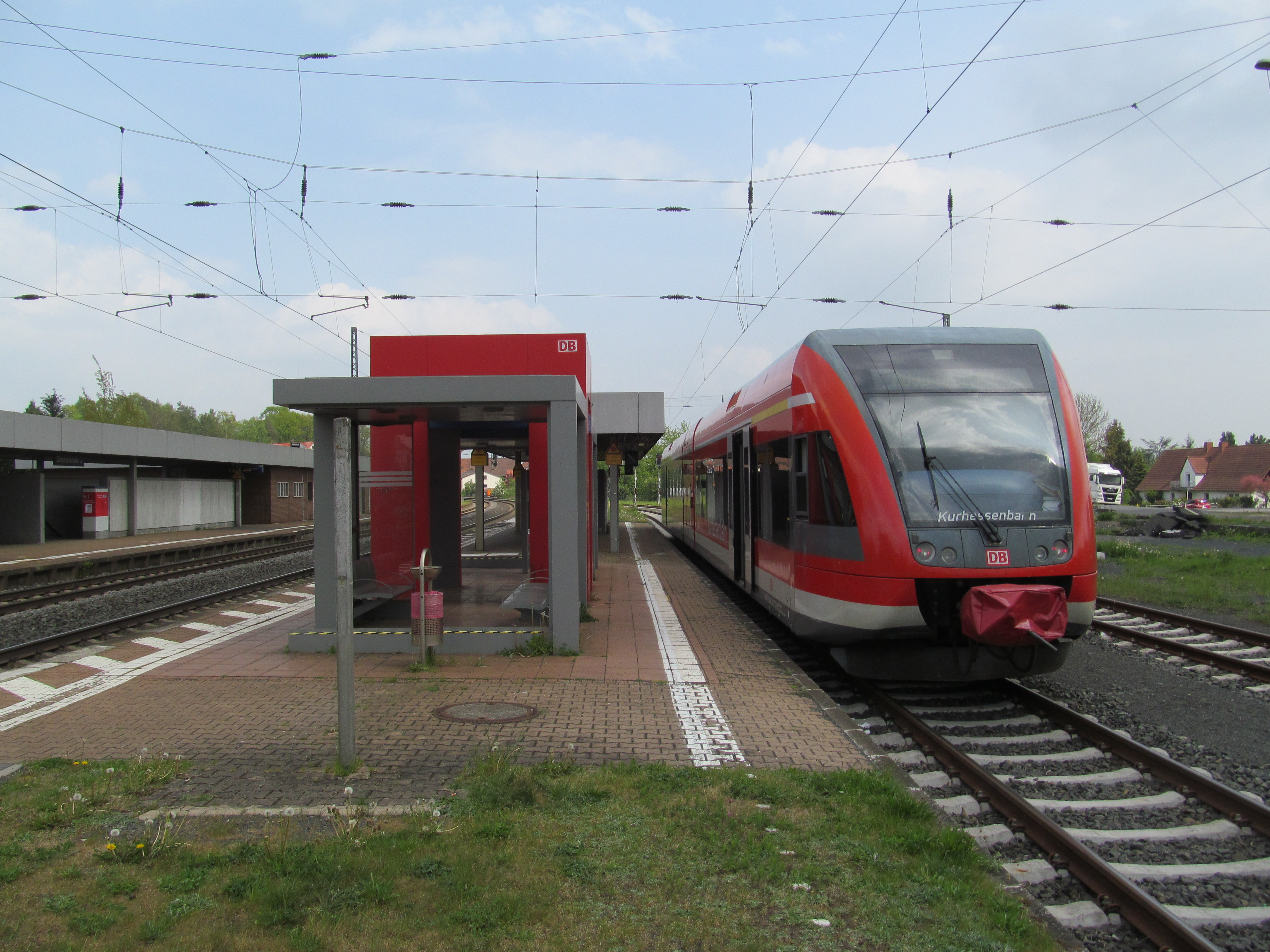
Regionalbahn im Bahnhof Zimmersrode

Seit 1850 hat Zimmersrode einen Bahnhof an der Main-Weser-Bahn, der heute von der Hessischen Landesbahn-Linie RE98 Kassel–Frankfurt bedient wird. Wochentags zur Hauptverkehrszeit verkehrt außerdem die Linie RB38. Die dort abzweigende 1911 eröffnete Nebenstrecke nach Gemünden wurde 1972 stillgelegt.
| Linie | Verlauf | Takt                     | Betreiber        |
| ----- | --- | ------------------------ | ---------------- |
| RE98  | Main-Sieg-Express: Kassel Hbf – Kassel-Wilhelmshöhe – Baunatal-Guntershausen – Edermünde-Grifte – Felsberg-Wolfershausen – Felsberg-Altenbrunslar – Felsberg-Gensungen – Wabern (Bz Kassel) – Singlis – Borken (Hess) – Zimmersrode – Schlierbach (Kr Schwalm-Eder) – Treysa – Schwalmstadt-Wiera – Neustadt (Kr Marburg) – Stadtallendorf – Kirchhain (Bz Kassel) – Marburg (Lahn) – Gießen – Friedberg (Hess) – Frankfurt (Main) West (einzelne Züge im Berufsverkehr) – Frankfurt (Main) Hbf Gießen – Frankfurt vereinigt mit RE 99 von Siegen Stand: Fahrplanwechsel Dezember 2021 | 120 min                  | HLB Hessenbahn   |
| RB38  | Kassel Hbf – Kassel-Wilhelmshöhe – Kassel-Oberzwehren – Baunatal-Rengershausen – Baunatal-Guntershausen – Edermünde-Grifte – Felsberg-Wolfershausen – Felsberg-Altenbrunslar – Felsberg-Gensungen – Wabern (Bz Kassel) – Singlis – Borken (Hess) – Zimmersrode – Schlierbach (Kr Schwalm-Eder) – Treysa Stand: Fahrplanwechsel Dezember 2021 | einzelne Fahrten zur HVZ | DB Kurhessenbahn |

## Persönlichkeiten
- Wilhelm Speck (1861–1925), Theologe, Gefängnisseelsorger, Schriftsteller und Pädagoge